# T'ang
Dinastija T'ang ili Dinastija Tan (kineski: 唐朝, pinyin: Táng Cháo) bila je kineska carska dinastija koja je nasljedila dinastiju Sui i vladala od 18. lipnja 618. do 4. lipnja 907. Dinastija je djelomično prekinuta za vrijeme Druge Chou dinastije (16. rujna, 690. – 3. ožujka, 705.), kada je carica Wu Zetian zauzela prijestolje, postavši tako jedina kineska carica koja je samostalno vladala.
Dinastija T'ang, sa sjedištem u gradu Chang'anu (današnji Xi'an) koji je bio najnapučeniji grad na svijetu, smatra se vrhuncem kineske civilizacije i zlatnim dobom kozmopolitske kineske kulture. Teritorij Kine je za vrijeme dinastije T'ang, u brojnim vojnim pohodima ranih vladara, narastao veći od onog za vrijeme dinastije Han, a populacija je (prema broju zabilježenih kućanstava) prešla 50 milijuna stanovnika:str 91. Čak i kad je središnja vlast postupno oslabila tijekom 9. stoljeća i nije bila u mogućnosti napraviti točan popis stanovništva, ipak su procijenili da je broj stanovnika do tada narastao na otprilike 80 milijuna ljudi:str. 106.
Zahvaljujući tom velikom broju stanovnika, dinastija T'ang je mogla podizati profesionalne i unovačene vojske od stotina tisuća vojnika da bi se nadmetala s nomadskim narodima za dominaciju nad središnjom Azijom i unosnim trgovačkim putovima duž Puta svile. Mnoge države i kraljevstva su plaćale danak T'ang dvoru, a T'ang je ujedno i pokorio nekoliko pokrajina kojima je neizravno upravljano kroz sustav protektorata. Izuzev političkog, Dinastija T'ang je imala i snažan kulturološki utjecaj na susjedne države poput onih na području današnje Koreje, Japana i Vijetnama.

## Povijest

### Uspon dinastije T'ang
Dinastiju T'ang je osnovala obitelj Li (李), koja je preuzela vlast za vrijeme raspada dinastije Sui, koja je propala djelomično zbog tereta nametnutih javnim radovima, kao što je Veliki kanal, a djelomično zbog skupih pokušaja da se osvoji Koguryo (sjeverna Koreja). Li Yuan (koji će kasnije postati car Gaozu od Tanga, v. 618. – 626.) je bio vojvoda od Tanga i bivši upravitelj Taiyuana tijekom raspada Sui carstva. Majke cara Yanga od Suija (v. 604. – 617.) i cara osnivača dinastije Tang su bile rođene sestre, što znači da su carevi ovih dviju dinastija bili bratići:str 91. Li Yuan je zauzeo Chang'an i postao regent marionetskom dječjem caru Suija, unazađujući njegova oca, cara Yanga, na mjesto Taishang Huanga ili umirovljenog cara:str 91:str. 40-41. Nakon što je doznao da je cara Yanga ubio njegov general Yuwen Huaji (prem. 619.), 18. lipnja 618. god., Li Yuan se proglasio carem nove dinastije Tang.
Li Yuan je vladao do 626. godine kada ga je svrgnuo njego sin, Li Shimin, princ od Qina, koji je već bio ostvario veliku vojnu slavu i moć. Naime, boreći se protiv brojčano nadmoćnije vojske porazio je Dou Jiandea (573. – 621.) kod Luoyanga u Bitci za Hulao 28. svibnja 621. god.:str. 40-42 U krvavom uklanjanju kraljevske obitelji iz straha od ubojstva, Li Shimin je iz zasjede ubio dvojicu svoje braće, Li Yuanjia (r. 603.) i Krunskog princa Li Jianchenga (r. 589.) u tzv. "Incidentu kod Xuanwu vrata" 2. srpnja 626. god. Nedugo potom njegov je otac abdicirao u njegovu korist i Li Shimin je preuzeo prijestolje kao car Taizong (唐太宗). Taizong se dokazao kao sposoban vladar koji je slušao savjete najmudrijih članova svojeg savjetničkog vijeća. Tako je tijekom pohoda protiv Istočnog Tujuea, gokturskog kanata, dao sagraditi budističke samostane na mjestima velikih bitki tako da bi se monasi mogli moliti za pale na obje strane:str 93. Nakon što je slavni Tang vojskovođa, Li Jing (571. – 649.), koji je kasnije postao kancelar, zarobio kana Ashini Duobija Turci su morali prihvatiti Taizonga kao svog Velikog kana ili Tian Kehana (天可汗):str. 42-43.
Nakon nekoliko godina godina unutrašnjeg jačanja dinastija T’ang započela je širenje preko granica. Do 660-ih vojska dinastije T’ang intervenirala je u Indiji, zauzela Tarim i Džungariju i nakratko uspostavila protektorate u Tuharistanu, Sogdijani i Fergani. U to vrijeme je konačno zauzet i Koguryo. Oko 660. godine Kinesko Carstvo je imalo najveću površinu do 18. stoljeća. Kineska kultura i sustav upravljanja širili su se zajedno s vojnim osvajanjima te su uspostavili kinesko kulturno jedinstvo na Dalekom istoku, koje se održalo i dugo nakon propasti dinastije T’ang.

### Vrhunac Carstva
Carstvo je bilo povezano mrežom poštanskih putova, dok je prijevoz između područja u dolini rijeke Yangtze, koja su se brzo razvijala, i sjevera bio omogućen učinkovitim sustavom kanala i plovnih putova. Cestovni sustav bio je usmjeren prema prijestolnici, Ch’ang-anu, koji je ostao političko i strateško središte carstva. No, godpodarska središta nalazila su se u sjevernoj ravnici oko donjeg toka Yangtzea. Većinu trgovine na Putu svile vodili su Kinezi i nomadski narodi središnje Azije.
Među kraljevstvima koja su plaćala danak Dinastiji Tang bila su: Kašmir, Nepal, Kotan, Kuča, Kašgar, Japan, Koreja, Čampa, te kraljevstva iz dolina rijeka Amu-Darja i Sir-Darja.:str. 116–118 Nakon što je Su Daifang (591. – 667.) ugušio veliki ustanak gokturskog kana Shabolüe Kana (umro 658.) kod Issyk Kula 657. godine, Car Gaozong je osnovao nekoliko protektorata kojima su upravljali Veliki upravitelji protektorata, te time proširio kinesku zonu utjecaja sve do Herata u zapadnom Afganistanu.:str. 118-122 Car Xuanzong od Tanga je donio zlatno doba u „Središnje Kraljevstvo”; Put svile je cvjetao, a dinastija Tang je imala snažan utjecaj na Indokinu, te je na zapadu bila gospodar Pamira (u današnjem Tadžikistanu), dok joj je protektorat nad Kašmirom činio granicu s Perzijom. 
U 8. stoljeću, kao posljedica gospodarkog razvoja, došlo je i do znatnog povećanja broja stanovništva.
Vjerska i filozofska ideologija budizma je postala sastavnim dijelom kineske kulture, no nikada nije potisnula izvorna kineska vjerovanja, te će u 9. stoljeću budizam biti proganjan od strane vlasti i izblijedit će njegov utjecaj. Usprkos silaznoj putanji dinastije T’ang, umjetnost i kultura će nastaviti da se razvijaju. Dva kineska najslavnija povijesna pjesnika potječu iz ovog doba – Du Fu i Li Bai; kao i pjesnici Meng Haoran, Du Mu i Bai Juyi, ali i slikari Han Gan, Zhang Xuan i Zhou Fang. 
Također cvate povijesna literatura koju skupljaju povjesničari, ali nastaju i enciklopedije i knjige o zemljopisu i medicini. Mnoge nove inovacije su se također javile u dinastiji T’ang, poput drvoreza, mehanizma pomaka u urarstvu, unapređenja kartografije, pa čak i primjena hidraulike kod pokretanja ventilatora.

### Propast dinastije T’ang
Graničarski general An Lushan dignuo je 755. godine bunu koja je znatno oslabila dinastiju T'ang. U burnim godinama koje su uslijedile, Kina se povukla iz središnje Azije i postala zatvorenija, djelomice i zbog širenja Islama, koji je do 8. stoljeća došao do Fergane, a potom postao dominantan i u Turkestanu. Na unutarnjem planu carska je vlast oslabila, moć je prešla na provincije, a mnogi su glavni gradovi prerasli u velike i bogate metropole. Istodobno dolazi do velikih premještanja stanovništva prema dolini rijeke Yangtze, gdje su se koristile nove metode poljodjelstva. Trgovina je cvala, a mreža malih trgovačkih gradova je rasla.
Krajem 9. stoljeća veliki je seljački ustanak gotovo uništio središnju vlast dinastije T’ang. Kina je podijeljena na 10 država s malim ostatkom carstva kojim je vladalo pet dinastija u nizu (tzv. „Razdoblje Pet dinastija i Deset kraljevstava”). Tek 960. godine dolazi do ponovnog ujedinjenja zemlje pod dinastijom Sung.

## Uprava
Dinastija T’ang je u tom početnom vremenu mnogobrojnih pobuna uspjela stvoriti snažno centralizirano carstvo s učinkovitim sustavom upravljanja. Njezinu vladavinu podržavao je Carski ispitni sustav, čiji je zadatak bio izabrati obrazovane građane da služe carstvu na osnovu standardiziranih ispita i preporuka za službu.
Tang je imao tri odjeljenja (省, shěng), koji su redom imali obvezu: stvaranja, revizije i provođenja državne uprave. Postojalo je također šest ministarstava (部, bù) koja su bila zadužena za za provođenje pojedinačih odredbi i državnih mjera. Ovaj višedjelni administracijski sustav je uključivao kadrovsku službu, financije, obrede, vojsku, pravosuđe i unutrašnje poslove, postavivši upravni model koji će trajati do pada dinastije Qing (1644. – 1912.):str. 78. Središte državne moći je bio glavni grad Chang'an (današnji Xi'an), gdje je car imao brojan i velik dvor u kojem je gostio poslanike glazbenim i sportskim priredbama, akrobatskim predstavama, poezijom, slikama i dramskim scenskim izvedbama.
Dinastija Tang je bila razdoblje napretka i stabilnosti, izuzev tijekom An Shi pobune i tijekom slabljenja središnje vlasti u kasnijoj polovici dinastijske vlasti. Na koncu, društveni poredak je narušen jačanjem pokrajinskih vojnih upravitelja protektorata zvanih jiedushi tijekom 9. stoljeća. Naime, od vladavine cara Xuanzonga jiedushi imali značajnu autonomiju od središnje vlasti da bi se mogli nositi s problemima unutar protektorata; mogli su držati vlastitu vojsku, sakupljati poreze, te su njihove titule postale nasljedne. Ovo se obično uzima kao početak pada središnje Tang vlasti.

## Vojska
Do 737. god. car Xuanzong je odbacio regrutaciju u kojoj se svake tri godine postojeće vojnike mijenjalo za nove regrute, te je time dobio stojeću vojsku iskusnih i u bitkama prekaljenih vojnika. To je ujedno donijelo i smanjenje troškova vojske, jer je obuka novih regruta i njihovo slanje na granicu u ciklusima od tri godine bilo veliko opterećenje za riznicu Do kraja 7. stoljeća fubing trupe su počele da napuštaju vojnu službu i zemlju koju su dobili u „sustavu jednakih polja”. Standard od 100 mua zemlje po obitelji se sve više smanjivao kako su područja Kine postajala prenapučena i kako su bogataši počeli kupovati velike površine zemlje. :str. 208Osiromašeni seljaci i težaci su zbog toga regrutirani u vojsku tako kako bi umjesto zemlje dobili izuzeće od plaćanja poreza i prisilnog rada, te obradivu zemlju i kuću za obitelj koja bi pošla za vojnikom u granična područja:str. 209. Do 742. godine broj ljudi u Tang vojsci se popeo do pola milijuna ljudi.

## Kultura
Kineska kultura cvjetala je i dozrijevala tokom vladavine Dinastije Tang, te se to razdoblje smatra najvećim u kineskoj poeziji:str. 73–87. Dva najpoznatija kineska pjesnika: Du Fu i Li Bai su pripadali ovom razdoblju kao i mnogi poznati slikari poput: Han Gana, Zhang Xuana i Zhou Fanga. Mnoga književna i znanstena djela, enciklopedije i atlasi nastali tokom Dinastije Tang zauzimaju važno mjesto u razvoju kineske književnosti.
Mnogi važni izumi su upravo iz razdoblja Dinastije Tang, uključujući i razvoj drvenog tiska.
Još dok se borio za vlast, Li Yuan je sakupljao podršku tvrdnjom da potječe od taoističkog mudraca Laozija iz 6. stoljeća pr. Kr.:str 79.. Budizam ima značajan utjecaj na kinesku kulturu tog razdoblja i razne kineske sekte dobivaju na važnosti, no budiste će država kasnije progoniti i taj utjecaj će biti znatno umanjen. Prije progona budista u 9. stoljeću, budizam i taoizam su bili jednako prihvaćeni, te je Car Xuanzong od Tanga (v. 712. – 756.) pozivao monahe i svećenike obiju vjera na svoj dvor.
Iako su dinastija i središnja vlast oslabili tijekom 9. stoljeća, umjetnost i kultura su i dalje cvjetali. Oslabljena središnja vlast se uglavnom povukla iz upravljanja gospodarstvom, no unatoč tomu trgovina i proizvodnja su uglavnom ostali netaknuti, pa čak i napredovali.

## Poveznice
- Bitka za Talas
- Generalni Protektorat da Umiri Zapad
- Kineska kultura
- Kineska umjetnost

## Vanjske poveznice
- Dinastija Tang u Metropolitan Muzeju u New Yorku.
- Dinastija Tang  Arhivirana inačica izvorne stranice od 1. lipnja 2010. (Wayback Machine), eMuzej Državnog sveučilišta Minnesota

| Prethodnik:   | Dinastije u kineskoj povijesti 618. – 907. | Nasljednik:                        |
| Dinastija Sui | Dinastije u kineskoj povijesti 618. – 907. | Pet dinastija i Deset kraljevstava |